# Michael Westergård Jensen
Michael Westergård Jensen (25. oktober 1916 i Randers - 23. juni 1944 i Hadsund) var en købmand og modstandsmand under besættelsen.

## Biografi
Michael var søn af Christen Mikael Jensen og hustru Ane Johanne. Han blev døbt i Sankt Peders Kirke i Randers.
I 1931 blev Michael konfirmeret i Hadsund Kirke. Han mens at have bosat sig i det sydlige Hadsund.
I marts 1944 gjorde Gestapo utrolig mange anholdelser, herunder ti anholdelser i Aars , heriblandt var Michael Westergård Jensen.
Den 23. juni 1944 blev Michael Westergård Jensen og syv andre modstandsmænd henrettet i Ryvangen i København.